# Strijen
| Gemeentegrenzen Wijkgrenzen Buurtgrenzen Autosnelweg Secundaire weg Spoorweg |  |  | ██ Geselecteerde gemeente ██ Bebouwd gebied ██ Bos of park ██ Binnenwater, rivier of kanaal |

Strijen en omgeving

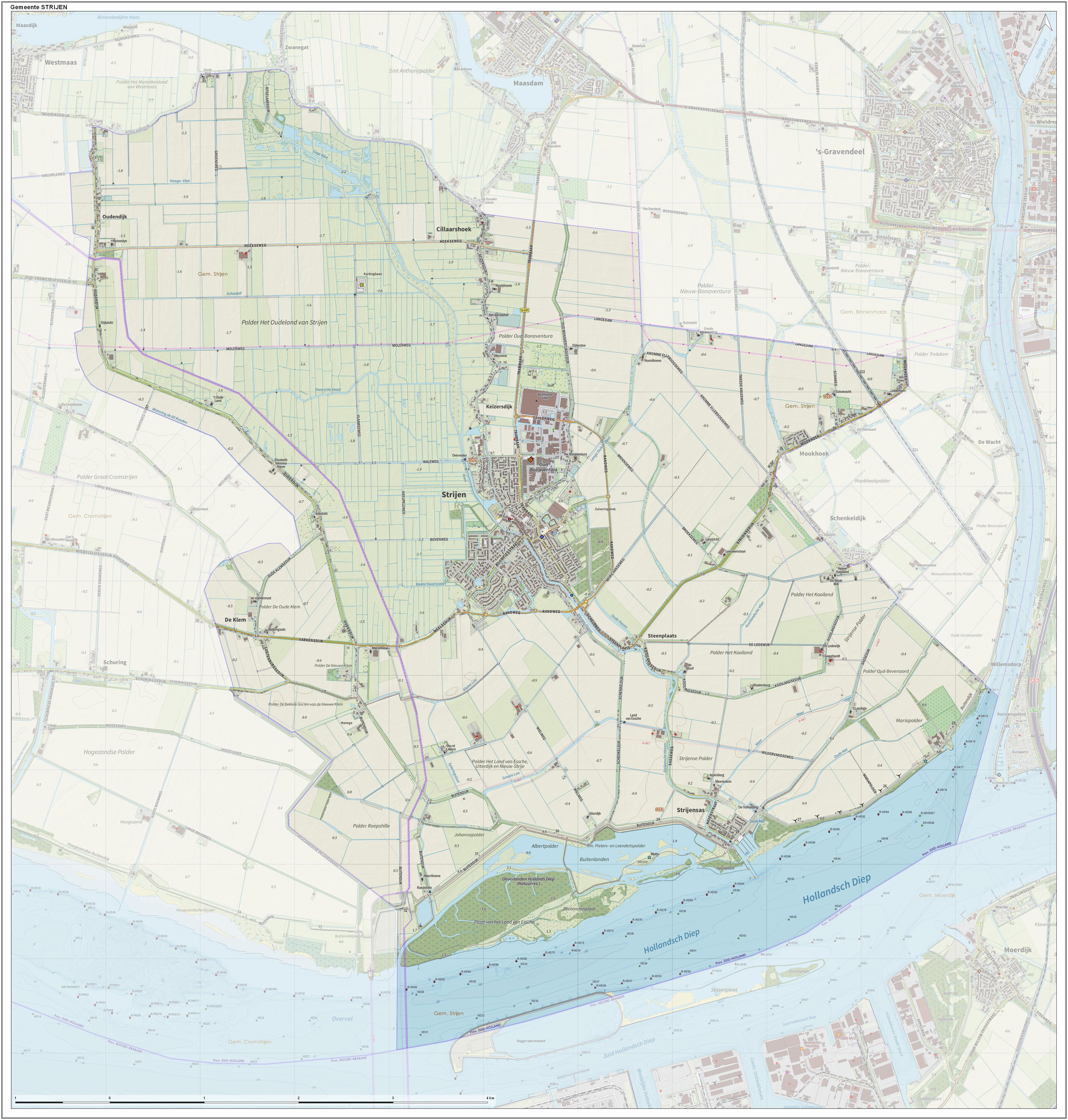
Topografische gemeentekaart van Strijen, maart 2017

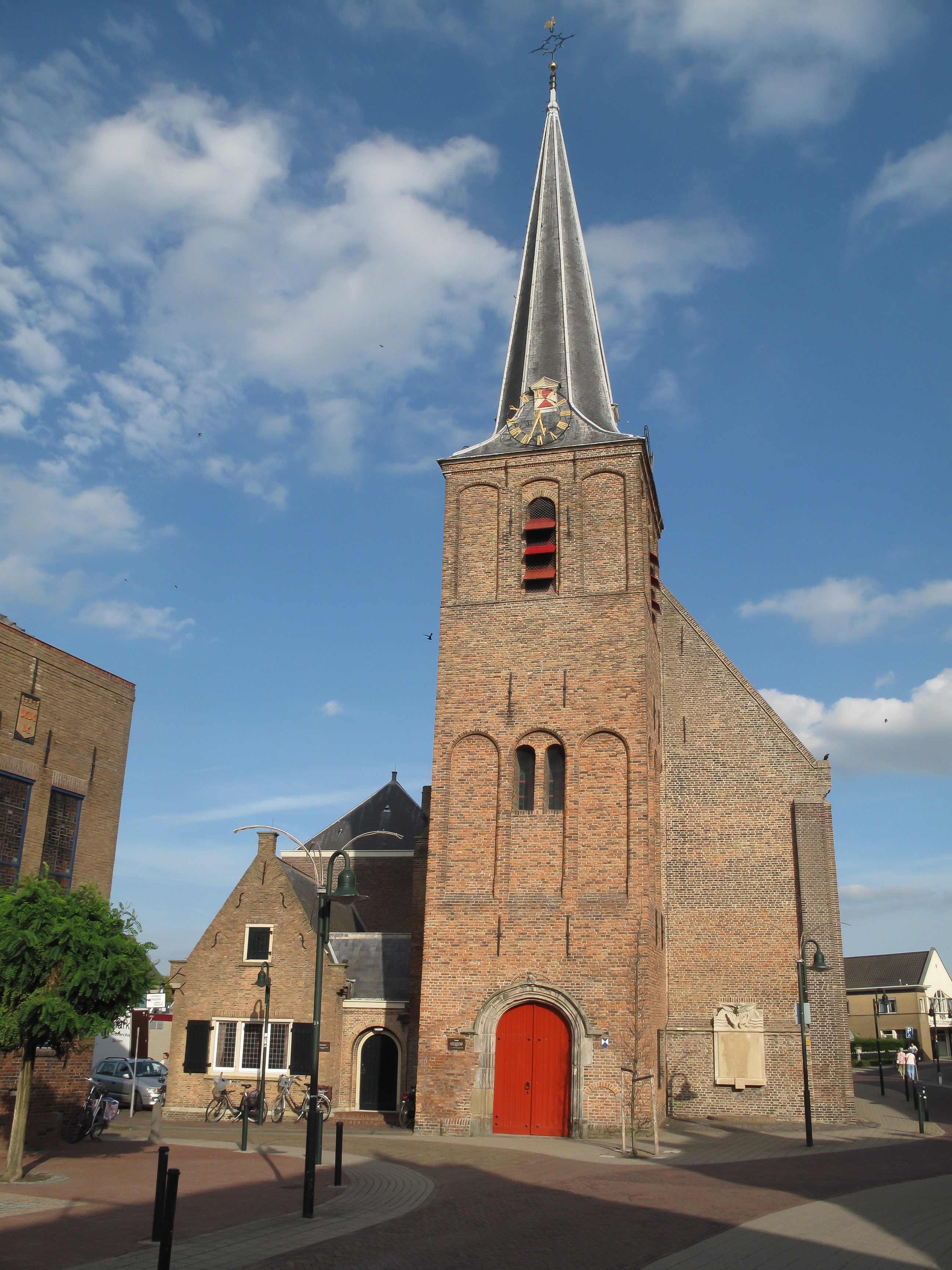
Strijen, kerk

Strijen (uitspraakⓘ; plaatselijk dialect: Strien) is een plaats en voormalige gemeente in de Hoeksche Waard, in de Nederlandse provincie Zuid-Holland. De plaats telt momenteel 8.950 inwoners (1 januari 2023, bron: CBS). De gemeente had een oppervlakte van 57,74 km² (waarvan 6,37 km² water). Binnen de voormalige gemeente Strijen was het dorp Strijen het grootst.
Vanaf 1 januari 2019 is de gemeente Strijen samen met de gemeenten Binnenmaas, Cromstrijen, Korendijk en Oud-Beijerland onderdeel van de gemeente Hoeksche Waard.

## Overige kernen in de voormalige gemeente
Cillaarshoek, De Klem, Mookhoek, Oudendijk en Strijensas.

## Geschiedenis
Strijen is de oudste gemeente in de Hoeksche Waard. De plaats en zijn omgeving kennen een lange geschiedenis. Van 1167 tot 1459 maakte Strijen deel uit van de Heerlijkheid Strijen en Putten. Uiteindelijk werd zij als Strijensche Waard in de Zuid-Hollandse Waard opgenomen. De naam Strien is afkomstig van de gelijknamige rivier, een belangrijke handelsroute tussen de grote rivieren Schelde, Maas en Rijn.
Strijen was tijdens de Middeleeuwen een welvarende gemeenschap. Dit blijkt vooral uit de diverse opgravingen. Verschillende van deze bodemschatten worden permanent tentoongesteld in het modern vormgegeven gemeentehuis van Strijen aan het Waleplein. Het grootste deel van de archeologische vondsten worden permanent tentoongesteld in museum Het Land van Strijen aan de Kerkstraat te Strijen.
Met de bouw van de Grote of Sint Lambertuskerk werd al in de 13e eeuw gestart. Het huidige gebouw, aan de Kerkstraat, stamt uit de 16e eeuw en is door diverse andere gebouwen voorafgegaan. De Sint-Elisabethsvloed van 1421 verdeelde het gebied in twee delen: het Hollandsch Diep ontstond en Brabant en Holland werden erdoor gescheiden. Strijen lag opeens op een eiland (polder Oudeland van Strijen). Ook na de vloed van 1421 bleef Strijen zijn vooraanstaande plaats behouden. Wel kwam Strijen in 1731 in particuliere handen van ambachtsheer Mattheus Lestevenon.
In 1410 werd Strijen voor het eerst verwoest door brand, aangestoken door inwoners uit Dordrecht. Een andere grote brand in 1759 verwoestte opnieuw ruim honderd huizen in de kom van het dorp. 
Op 14 mei 1940 vindt het luchtbombardement van Rotterdam plaats. Een deel van de Duitse luchtvloot is echter afgebogen, en wil toch haar bommenlast kwijt. Zo worden de dorpen Cillaarshoek, Strijen en Strijensas gebombardeerd door Duitse vliegtuigen. Dit bombardement eist 8 mensenlevens en vele gewonden. Gedurende de oorlog verliezen enige inwoners het leven als gevolg van de beschietingen. De Joodse bevolking wordt afgevoerd en bijna allen vinden de dood in vernietigingskampen. Tijdens een razzia met kerst 1944 worden enkele verzetsmensen gearresteerd, van wie er twee de dood vinden door executie. De materiële schade is dan groot, ook als gevolg van inundatie. 
Een nieuwe stormvloed in 1953 zorgde voor nog veel meer materiële schade.

## Cultuur

### Monumenten
Als oudste gemeente van de Hoeksche Waard is Strijen rijkelijk voorzien van de meest uiteenlopende monumenten. Op de gemeentelijke monumentenlijst staan een kleine zeventig objecten. Zo zijn diverse woningen in de Kerkstraat tot monument uitgeroepen, maar zijn bijna evenzoveel fraaie boerderijen en bijvoorbeeld enkele bunkers in de Mariapolder in de lijst opgenomen. Een elftal monumenten hebben inmiddels het predicaat ‘Rijksmonument’, waaronder de Nederlands Hervormde Kerk in Cillaarshoek, het Knipscheerorgel van de Gereformeerde Kerk aan het Spui en het ophaalbruggetje met sluis in Strijensas.
In Strijen zijn er een aantal rijksmonumenten en oorlogsmonumenten, zie:
- Lijst van rijksmonumenten in Strijen
- Lijst van oorlogsmonumenten in Strijen

### Kunst in de openbare ruimte
In Strijen zijn diverse beelden, sculpturen en objecten geplaatst in de openbare ruimte, zie:
- Lijst van beelden in Strijen

## Onderwijsinstellingen
De voormalige gemeente Strijen kende geen instellingen voor het voortgezet, beroeps- of hoger onderwijs. Hiervoor moet de scholier naar Oud-Beijerland, Klaaswaal, Dordrecht, Barendrecht of Rotterdam.

## Sport en recreatie
In Strijen zijn de volgende sporten in teamverband te beoefenen: voetbal (VV Strijen), badminton, biljart (in verschillende horecagelegenheden), bridge, paarden- en ponysport, dammen, golf (De Strijensche Golfclub), handboogsport,schietsport, karten (Circuit Strijen), korfbal (Ventura Sport), jeu de boules (Ventura Sport), schaatsen, fitness, zwemmen (Zwemvereniging Strijen), tennis (TV Bonaventura), volleybal en Kyokushin Karate (Musashi).
Sinds 1985 heeft Strijen ook een eigen scoutinggroep, de Nassaugroep.

## Gemeenteraad
De gemeenteraad van Strijen bestond uit 13 zetels. Hieronder staat de samenstelling van de gemeenteraad sinds 1994:
| Gemeenteraadszetels | Gemeenteraadszetels | Gemeenteraadszetels | Gemeenteraadszetels | Gemeenteraadszetels | Gemeenteraadszetels | Gemeenteraadszetels | Gemeenteraadszetels |
| Partij              | 1990                | 1994                | 1998                | 2002                | 2006                | 2010                | 2014                |
| ------------------- | ------------------- | ------------------- | ------------------- | ------------------- | ------------------- | ------------------- | ------------------- |
| CDA                 | 4                   | 4                   | 3                   | 4                   | 4                   | 3                   | 3                   |
| VVD                 | 3                   | 3                   | 3                   | 3                   | 3                   | 3                   | 3                   |
| Strijens Belang     |                     | -                   | 3                   | 2                   | 2                   | 2                   | 2                   |
| GroenLinks          | 1                   | 1                   | 1                   | 1                   | 1                   | 2                   | 2                   |
| CU/SGP              | -                   | -                   | -                   | -                   | -                   | -                   | 2                   |
| PvdA                | 4                   | 4                   | 2                   | 2                   | 3                   | 2                   | 1                   |
| ChristenUnie        | -                   | -                   | -                   | -                   | -                   | 1                   | -                   |
| SGP                 | 1                   | 1                   | 1                   | 1                   | -                   | -                   | -                   |
| Totaal              | 13                  | 13                  | 13                  | 13                  | 13                  | 13                  | 13                  |

In verband met de per 1 januari 2019 voorgenomen fusie zijn er in 2018 geen gemeenteraadsverkiezingen geweest.

## Geboren in Strijen
- Pieter Zevenbergen (1940), (sport)bestuurder en politicus
- Anton Corbijn (1955), fotograaf, grafisch ontwerper en filmregisseur
- Rolf Dekens (1978), cameraman
- Roos Moggré (1981), presentatrice

## Overleden
- Harm Ottenbros (2022), wielrenner